# فرد باور
فرد باور (بالإنجليزية: Fred Baur)‏ هو كيميائي ومهندس أمريكي، ولد في 14 يونيو 1918 في توليدو في الولايات المتحدة، وتوفي في 4 مايو 2008 في سينسيناتي في الولايات المتحدة.